# Про Федота-стрельца, удалого молодца (мультфильм)
«Про Федо́та-стрельца́, удало́го молодца́» — российский полнометражный комический анимационный фильм 2008 года от создателей франшизы «Три богатыря». Экранизация одноимённой пьесы Леонида Филатова. 
Премьера фильма состоялась 18 декабря 2008 года в Москве. На телевидении мультфильм был впервые показан 1 января 2010 года на «Первом канале».

## Сюжет
Федот служит стрельцом у царя. Однажды на охоте он встречает говорящую голубицу и, принеся её домой, обретает любящую, умную и красивую жену. Она помогает ему справиться с приказом царя насчёт удачной охоты, а царь, узнав, о такой красавице, решает избавиться от Федота и взять в жёны Марусю. Так начинается череда заданий, где все герои друг у друга в постоянных помощниках и где всё сопровождается комическими ситуациями и юмором.

## Роли озвучивали
- Сергей Безруков — Федот-стрелец
- Чулпан Хаматова — Маруся
- Виктор Сухоруков — царь
- Дмитрий Дюжев — генерал
- Александр Ревва — Баба-Яга
- Константин Бронзит — Тит Кузьмич / Фрол Фомич
- Евгения Добровольская — нянька царевны
- Михаил Ефремов — бестелесный голос (он же «То-Чаво-Не-Может-Быть»)
- Ирина Безрукова — царевна
- Сергей Глезин — дикий посол (звуки)
- Михаил Черняк — английский посол
- Олег Куликович — текст от автора

## Съёмочная группа
- Продюсеры: Сергей Сельянов, Александр Боярский
- Авторы сценария: Роман Смородин, Людмила Стеблянко
- Режиссёры: Людмила Стеблянко, Роман Смородин
- Художник-постановщик: Анастасия Васильева
- Композиторы: Валентин Васенков, Максим Кошеваров
- Звукорежиссёр: Владимир Голоунин
- Режиссёр монтажа: Сергей Глезин
- Режиссёр анимации: Галина Воропай

## Отзывы и оценки
Фильм получил в основном сдержанные, нейтральные отзывы в прессе. О нём писали: «мультик ничем не удивляет — разве что нарочитой и даже немного утомительной адекватностью тексту» (TimeOut), «фильм прямо сейчас можно распечатать на финской мелованной бумаге и издать большой такой красочный альбом с картинками за тысячу рублей» (Фильм.ру ).

Авангардная лубочная стилизация с явными заимствованиями из живописи мирискусников, анимации Иванова-Вано, выполнена в технике перекладки. Но взрослые у нас не обучены ходить на мультфильмы в кинотеатры, а для детей плотно-витиеватая, отчасти символичная, графика оказалась слишком сложной.
— Лариса Малюкова «СВЕРХкино» с. 340

## Издание
- В 2009 году издан компанией «Мистерия звука» с анимированым меню и субтитрами.
- Позже мультфильм появлялся в сборниках с другими мультфильмами.